# Degerö-Börstskär
Degerö-Börstskär (soms zonder streepje) is een Zweeds eiland behorend tot de Lule-archipel. De naam doet vermoeden dat het eiland is ontstaan doordat de twee eilanden tegen elkaar aangroeiden door de landsverhoging die hier al eeuwen aan de gang is. De vormen van de oude eilanden zijn nog zichtbaar aan de hand van een reeks meren die op de plaats van de oude scheiding liggen. Op Degerö-Börstskär zelf ligt nog een meertje Ängen genaamd. Het eiland is het best te benaderen vanaf de westzijde, door de ondiepte die door rotsen wordt gevormd wordt men aangeraden het laatste stuk naar de kust al peddelend te verrichten. Er is een beschutte haven Börstkärshamnen met aanlegsteiger en overnachtinggelegenheid. Net als andere eilanden in de archipel is er een uitbundig vogelfoerageer- en broedgebied, met name hier van de zwarte ruiter. Het eiland heeft in de Börstskärberget (27 meter hoog) een van de hoogste punten van het gebied.

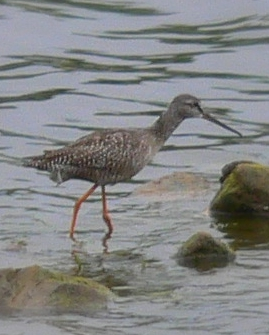
Zwarte ruiter